# Retskreds
En retskreds er det geografiske område, der falder under en domstol.

## Danmarks retskredse
Danmark blev inddelt i egentlige retskredse i forbindelse med den store retsreform som trådte i kraft i 1919, hvor politi- og retsvæsen blev adskilt. De hidtidige jurisdiktioners funktioner blev da overtaget af rets- og politikredse. I 1972 blev retskredsene betydeligt reduceret i antal, ligesom grænserne blev tilpasset kommuneinddelingen efter kommunalreformen i 1970. Den 1. januar 2007 trådte en ny omfattende reform af retskredsinddelingen i kraft.
Danmark var indtil 1. januar 2007 inddelt i 82 byretskredse. Fra 1. januar 2007 inddeles landet i 24 retskredse. Enkelte af retskredsene vil have et permanent bemandet afdelingskontor.